# Скиш, Виталий Владимирович
Вита́лий Влади́мирович Ски́ш (23 августа 1971, Кировоград, Украинская ССР, СССР) — советский и украинский футболист.

## Биография
Воспитанник Харьковского спортинтерната. В 1990-91 играл за дубль «Металлиста».
Известен стал по выступлениям за «Черноморец» (Одесса) в 1993-94.
В 1996 заключил 3-летний контракт с «Аланией», которая привлекла его возможностью играть в Лиге Чемпионов. Однако Скиш за новую команду отыграл только год, так и не став игроком основы. С 1997 снова играл на Украине.
Одинаково способен был играть защитника атакующего плана и полузащитника оборонительного плана. Раскрыться как игроку помешали многочисленные травмы.